# Arno Peters
Arno Peters (Berlino, 22 maggio 1916 – Brema, 2 dicembre 2002) è stato uno storico e cartografo tedesco.

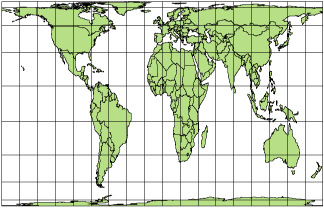
Il mondo nella Proiezione di Peters

Si interessò in particolare alle problematiche dell'equità economica e politica per tutte le popolazioni mondiali.
È famoso per aver creato una nuova proiezione cartografica della terra, denominata appunto "Carta di Peters" e pubblicata nel 1973, in cui vengono rispettate le proporzioni tra le superfici dei continenti. La sua fu una proiezione basata sul giusto rapporto fra le superfici delle varie parti del mondo. Questa carta ha avuto largo seguito più per la forte promozione pubblicitaria dell'autore e per motivi ideologici che per una validità scientifica. 
Nel 1952 scrisse un libro molto innovativo: Storia del mondo otticamente sincronica, che descriveva la storia europea e quella delle maggiori culture africane, asiatiche e precolombiane ponendo ciascuna sullo stesso livello. Sul piano della filosofia della storia scrisse La periodizzazione della storia e l'immagine del mondo storico dell'uomo. Si interessò anche di teorie economiche alternative al capitalismo.